# 尾張製粉
尾張製粉株式会社（おわりせいふん、英: Owari Seifun Corporation）は、愛知県半田市に本社を置く食品・飼料メーカー。

## 概要
1885年創業の老舗食品メーカーで小麦粉や乾麺、飼料などの製造販売を行っている。法人の設立は1932年。

## 沿革
- 1885年（明治18年） - 創業。
- 1932年（昭和7年） - 「尾張製粉株式会社」を設立。
- 1946年（昭和21年） - 山梨製粉株式会社を設立。
- 1971年（昭和46年） - セントラル製粉株式会社を設立。
- 1972年（昭和47年） - 名城食品株式会社を設立。
- 1979年（昭和54年） - 大和食品工業株式会社に経営参加。
- 2007年（平成19年） - 株式会社アイビイケイに経営参加。
- 2010年（平成22年） - 製煎第二工場を竣工。
- 2022年（令和4年） - 尾張製煎合資会社を吸収合併。
- 2025年（令和7年） - 株式会社アイビイケイの株式をモトヤユナイテッド株式会社に売却。

## 主な製品
- 製粉製品（小麦粉　業務用及び家庭用）
- 乾麺製品（うどん、きしめん、ひやむぎ、素麺、そば）
- 製煎製品（麦茶、醸造原料）
- 小袋製品（ホットケーキミックス、お好み焼き粉、米粉）
- 飼料（単味）

## 事業所
- 本社（愛知県半田市）
- 東京営業所（千葉県柏市）

## 関連会社
- セントラル製粉株式会社
- 山梨製粉株式会社
- 大和食品工業株式会社
- 名城食品株式会社
- 尾張手延麺組合
- 名古屋埠頭サイロ株式会社